# Jaguar S-Type
Jaguar S-Type — британский представительский автомобиль, серийно производившийся Jaguar Land Rover Automotive в 1999—2008 годах.

## История

### Предсерийная разработка
В 1980-х годах Jaguar разрабатывал небольшой представительский седан, чтобы дополнить в модельном ряду XJ6 к началу 1990-х годов. 
В 1989 году Ford купил компанию Jaguar, поэтому перспективная модель Jaguar стала унифицированной с Ford. Так, новую модель поставили на фордовскую платформу DEW98, рассчитанную на среднеразмерные Lincoln LS и Ford Thunderbird.
В качестве силовых агрегатов за основу была взята линейка двигателей AJ от Mazda, так как их устанавливали на другие модели Ford. Для новой модели стандартный двигатель AJ-V6 претерпел серьёзные изменения: новый ГРМ, иные головки блоков, фазовращатели и так далее. В паре с двигателями предусматривались МКПП и АКПП от ZF и Ford. 
Разработанный в 1995 году Джеффом Лоусоном дизайн имел весьма закруглённые линии кузова и круглые фары, которые отсылали автомобиль к эпохе классических Jaguar, выпускавшихся в 1950—1960-е годы. Даже название нового автомобиля S-Type было возрождением имени старой модели Jaguar S-Type 1963 года.

### На конвейере
В окончательном виде S-Type показали 20 октября 1998 году на Британском автосалоне в Бирмингеме. Продажи S-Type у официальных дилеров начались в январе 1999 года. 
В 2001 году была откорректирована настройка подвески, доработана программа управления двигателем, к гидроусилителю руля добавился насос  переменной производительности пропорциональной скорости. Изменился внешний вид торпедо: новая центральная консоль, приборная панель и решётка радиатора, а место 4-литровый V8 заменён на 4,2-литровый двигатель. 

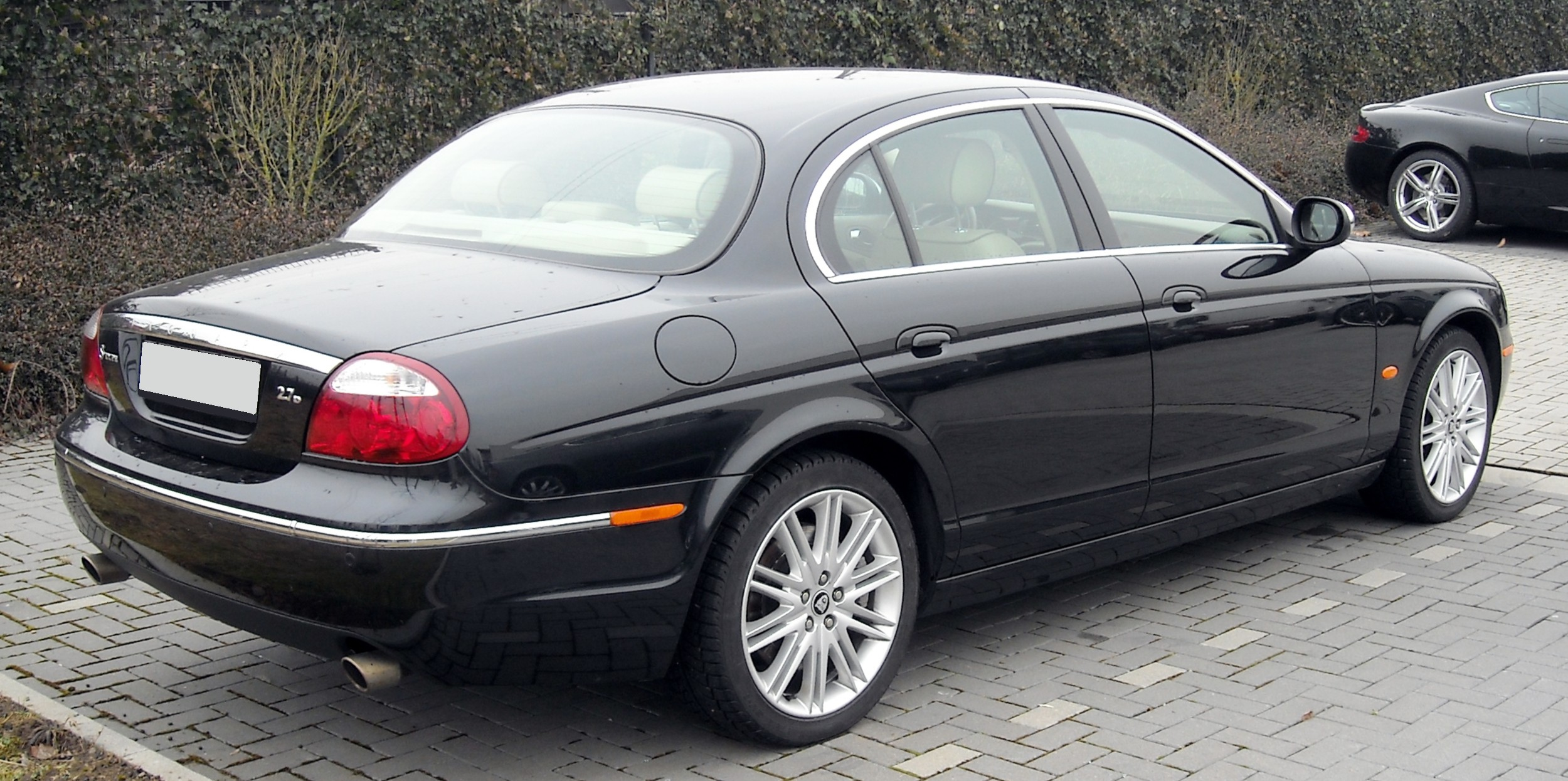
Jaguar S-Type

В 2002 году в продажу поступила премиальная версия S-Type R с 4,2-литровым V8 (400 л.с.), с механическим нагнетателем. новая версия выделялась задним фартуком, боковыми юбками, дорогое оборудование салона, зажатая подвеска, тормоза Brembo и разгон до 100 км/ч за 5,6 секунды. Ожидалось, что S-Type R сможет конкурировать с BMW M5 и Mercedes E55 AMG. Однако содержание S-Type R обходилось дороже, чем у указанных конкурентов, поэтому большой популярностью эта версия не пользовалась. 
В 2003 году появился электронный стояночный тормоз, 6-ступ. АКПП (модель ZF 6HP26), а также модернизированный 3,0-литровый двигатель V6 (175 кВт; 235 л. с.).   
В 2005 году наиболее заметные изменения коснулись салона.
В 2007 году на Франкфуртском международном автосалоне был представлен преемник S-Type — модель XF, построенная на той же платформе, но радикально отличающаяся от предшественника внешне.
Стоимость нового Jaguar S-type в 2007 году в России начиналась от 60 900 долларов.